# Atyrau
Atyrau (od 18. století do roku 1991 nazývané Gurjev) je město na západě Kazachstánu, hlavní město Atyrauské oblasti. Založil ho kupec Gury Nazarjev v roce 1640, který tu postavil nejdříve dřevěnou, potom kamennou pevnost. Zakladatelovy děti Michail, Ivan a Andrej Gurjevovi se zahájily komerční rozvoj ryb z ústí řeky. Jedná se o významný přístav při ústí řeky Ural do Kaspického moře. Nachází se zhruba 350 km východně od ruské Astrachaně a 2700 km západně od Almaty. Podle informací z roku 2020 zde žije 355 117 obyvatel, přičemž asi 88 % populace tvoří Kazaši a 8 % Rusové. Město je v moderní éře známé především pro svůj ropný a rybářský průmysl.